# Badminton-Afrikameisterschaft 1996
Die Badminton-Afrikameisterschaft 1996 fand vom 17. bis zum 24. März 1996 in Lagos in Nigeria statt. Es war die achte Austragung der kontinentalen Titelkämpfe in Afrika.

## Medaillengewinner
| Disziplin    | Gold                                      | Silber                               | Bronze                           |
| ------------ | ----------------------------------------- | ------------------------------------ | -------------------------------- |
| Herreneinzel | Agarawu Tunde                             | Kayode Akinsanya                     | Wasiu Ogunseye                   |
| Herreneinzel | Agarawu Tunde                             | Kayode Akinsanya                     | Danjuma Fatauchi                 |
| Dameneinzel  | Obiageli Olorunsola                       | Olamide Toyin Adebayo                | J. Abioye                        |
| Dameneinzel  | Obiageli Olorunsola                       | Olamide Toyin Adebayo                | Bridget Ibenero                  |
| Herrendoppel | Danjuma Fatauchi Agarawu Tunde            | Kayode Akinsanya Wasiu Ogunseye      | D. Akuh Wasiu Ogunseye           |
| Herrendoppel | Danjuma Fatauchi Agarawu Tunde            | Kayode Akinsanya Wasiu Ogunseye      | Benjamin Orakpo Adewole Sanyaolu |
| Damendoppel  | Olamide Toyin Adebayo Obiageli Olorunsola | J. Abioye C. Emeribe                 | Helen Luziika Annet Nakamya      |
| Damendoppel  | Olamide Toyin Adebayo Obiageli Olorunsola | J. Abioye C. Emeribe                 | Bridget Ibenero Kuburat Mumini   |
| Mixed        | Kayode Akinsanya Obiageli Olorunsola      | Olamide Toyin Adebayo Wasiu Ogunseye | Danjuma Fatauchi Bridget Ibenero |
| Mixed        | Kayode Akinsanya Obiageli Olorunsola      | Olamide Toyin Adebayo Wasiu Ogunseye | J. Abioye Adewole Sanyaolu       |

## Herreneinzel
- Agarawu Tunde –  Tujudeen Suleiman: 15-6 / 15-4
- Adewole Sanyaolu –  S. Fatauchi: 15-3 / 15-6
- F. Ayinde –  Akeem Olanrewaju Ogunseye: 15-1 / 15-6
- Wasiu Ogunseye –  D. Akuh: 15-1 / 15-8
- Abebayo Babalola –  Christian Onwubiko: 15-13 / 10-15 / 15-8
- Danjuma Fatauchi –  Segun Odusola: 15-4 / 15-6
- B. Orakpo –  P. Duku: 15-6 / 15-7
- Kayode Akinsanya –  Ola Fagbemi: 15-10 / 15-12
- Agarawu Tunde –  Adewole Sanyaolu: 15-10 / 15-8
- Wasiu Ogunseye –  F. Ayinde: 15-10 / 15-12
- Danjuma Fatauchi –  Abebayo Babalola: 15-6 / 15-10
- Kayode Akinsanya –  B. Orakpo: 15-13 / 15-4
- Agarawu Tunde –  Wasiu Ogunseye: 15-8 / 15-9
- Kayode Akinsanya –  Danjuma Fatauchi: 15-12 / 13-18 / 15-8
- Agarawu Tunde –  Kayode Akinsanya: 8-15 / 15-10 / 18-17

## Dameneinzel
- Olamide Toyin Adebayo –  B. Ojetunde: 11-2 / 11-5
- C. Emeribe –  L. Folorunso: 8-11 / 11-7 / 11-8
- J. Abioye –  L. Saliu: 11-3 / 11-4
- Helen Luziika –  Y. Aina: 11-5 / 11-6
- Annet Nakamya –  Y. Oni: 11-8 / 11-7
- Bridget Ibenero –  F. Sobayo: 11-2 / 11-2
- Kuburat Mumini –  B. Balogun: 11-4 / 11-8
- Obiageli Olorunsola –  B. Omoniyi: 11-2 / 11-2
- Olamide Toyin Adebayo –  C. Emeribe: 11-5 / 11-6
- J. Abioye –  Helen Luziika: 11-2 / 11-2
- Bridget Ibenero –  Annet Nakamya: 11-4 / 11-3
- Obiageli Olorunsola –  Kuburat Mumini: 11-2 / 11-2
- Olamide Toyin Adebayo –  J. Abioye: 5-11 / 11-4 / 11-5
- Obiageli Olorunsola –  Bridget Ibenero: 11-1 / 11-0
- Obiageli Olorunsola –  Olamide Toyin Adebayo: 11-7 / 11-0

## Herrendoppel
- Kayode Akinsanya /  Wasiu Ogunseye –  Ola Fagbemi /  S. Fatauchi: 15-4 / 15-6
- B. Orakpo /  Adewole Sanyaolu –  Christian Onwubiko /  Tujudeen Suleiman: 1-0 / 1-0
- D. Akuh /  Wasiu Ogunseye –  F. Ayinde /  Abebayo Babalola: 15-14 / 15-13
- Danjuma Fatauchi /  Agarawu Tunde –  P. Duku /  Segun Odusola: 15-6 / 15-8
- Kayode Akinsanya /  Wasiu Ogunseye –  B. Orakpo /  Adewole Sanyaolu: 10-15 / 15-9 / 15-10
- Danjuma Fatauchi /  Agarawu Tunde –  D. Akuh /  Wasiu Ogunseye: 15-10 / 15-12
- Danjuma Fatauchi /  Agarawu Tunde –  Kayode Akinsanya /  Wasiu Ogunseye: 15-5 / 15-5

## Damendoppel
- J. Abioye /  C. Emeribe –  L. Saliu /  F. Sobayo: 15-5 / 15-7
- Helen Luziika /  Annet Nakamya –  Y. Aina /  B. Omoniyi: 15-10 / 11-15 / 18-17
- Bridget Ibenero /  Kuburat Mumini –  B. Balogun /  Y. Oni: 15-6 / 15-1
- Olamide Toyin Adebayo /  Obiageli Olorunsola –  L. Folorunso /  B. Ojetunde: 15-4 / 15-3
- J. Abioye /  C. Emeribe –  Helen Luziika /  Annet Nakamya: 15-1 / 16-18 / 15-9
- Olamide Toyin Adebayo /  Obiageli Olorunsola –  Bridget Ibenero /  Kuburat Mumini: 11-15 / 15-7 / 15-7
- Olamide Toyin Adebayo /  Obiageli Olorunsola –  J. Abioye /  C. Emeribe: 17-16 / 15-10

## Mixed
- Wasiu Ogunseye /  Olamide Toyin Adebayo –  B. Orakpo /  Kuburat Mumini: 15-6 / 15-4
- Adewole Sanyaolu /  J. Abioye –  Agarawu Tunde /  C. Emeribe: 15-4 / 15-5
- Danjuma Fatauchi /  Bridget Ibenero –  P. Duku /  B. Ojetunde: 15-8 / 15-10
- Kayode Akinsanya /  Obiageli Olorunsola –  Akeem Olanrewaju Ogunseye /  Y. Oni: 15-8 / 15-12
- Wasiu Ogunseye /  Olamide Toyin Adebayo –  Adewole Sanyaolu /  J. Abioye: 16-17 / 15-10 / 15-7
- Kayode Akinsanya /  Obiageli Olorunsola –  Danjuma Fatauchi /  Bridget Ibenero: 15-6 / 15-1
- Kayode Akinsanya /  Obiageli Olorunsola –  Wasiu Ogunseye /  Olamide Toyin Adebayo: 15-10 / 15-13